# Ciutulești
Ciutulești – miejscowość i gmina w Mołdawii, w rejonie Florești. W 2014 roku liczyła 2972 mieszkańców.